# Потлоджі (комуна)
Потлоджі (рум. Potlogi) — комуна у повіті Димбовіца в Румунії. До складу комуни входять такі села (дані про населення за 2002 рік):
- Влесчень (963 особи)
- Поду-Крістіній (227 осіб)
- Потлоджі (2903 особи)
- Пітару (924 особи)
- Роминешть (3371 особа)

Комуна розташована на відстані 42 км на захід від Бухареста, 41 км на південь від Тирговіште, 143 км на схід від Крайови, 121 км на південь від Брашова.

## Населення
За даними перепису населення 2002 року у комуні проживали 8388 осіб.
Національний склад населення комуни:
| Національність | Кількість осіб | Відсоток |
| -------------- | -------------- | -------- |
| румуни         | 6425           | 76,6%    |
| цигани         | 1959           | 23,4%    |
| українці       | 1              | < 0,1%   |
| німці          | 1              | < 0,1%   |
| чехи           | 1              | < 0,1%   |
| італійці       | 1              | < 0,1%   |

Рідною мовою назвали:
| Мова       | Кількість осіб | Відсоток |
| ---------- | -------------- | -------- |
| румунська  | 6711           | 80,0%    |
| циганська  | 1675           | 20,0%    |
| українська | 1              | < 0,1%   |
| італійська | 1              | < 0,1%   |

Склад населення комуни за віросповіданням:
| Релігія        | Кількість осіб | Відсоток |
| -------------- | -------------- | -------- |
| православні    | 8304           | 99,0%    |
| п'ятдесятники  | 49             | 0,6%     |
| адвентисти     | 29             | 0,3%     |
| римо-католики  | 2              | < 0,1%   |
| греко-католики | 2              | < 0,1%   |
| реформати      | 1              | < 0,1%   |
| бретрени       | 1              | < 0,1%   |